# Adamit (Kibbuz)
Adamit (hebräisch אֲדָמִית Adamīt) ist ein Kibbuz im nordisraelischen Galiläa in der Nähe der libanesischen Grenze; er hatte 2018 209 Einwohner.

## Geschichte
Adamit wurde ursprünglich 1958 von Mitgliedern der sozialistisch-zionistischen Jugendorganisation HaSchomer haZaʿir gegründet. 1967 wurde der Kibbuz aufgegeben und 1971 von Immigranten aus Großbritannien, den USA und Kanada wieder besiedelt, nachdem sie sich ein Jahr im Kibbuz Mischmar haʿEmeq darauf vorbereitet hatten.

## Wirtschaft
Wurde früher noch Hühnerzucht betrieben sowie Tabak, Wein und Bananen angebaut, verdienen sich die Einwohner ihren Lebensunterhalt heute hauptsächlich durch Ackerbau sowie den Anbau von Streuobst und Avocados. Daneben betreibt der Kibbuz noch eine Metallfabrik und ein Gästehaus für Touristen.